# 鈴木繁
鈴木 繁（すずき しげる、1945年2月12日 - ）は、日本の実業家。新日本製鐵取締役や新日鉄ソリューションズ社長を務めた。

## 来歴
東京都立西高等学校から東大に進学し、1968年、八幡製鐵入社。1993年新日本製鐵エレクトロニクス・情報通信事業本部企画調整部長。
1997年新日本製鐵取締役エレクトロニクス・情報通信事業部長、新機械情報産業振興委員会委員。
2001年新日鉄ソリューションズ代表取締役副社長。
2003年新日鉄ソリューションズ代表取締役社長。
2007年新日鉄ソリューションズ代表取締役会長。
趣味はジョギングなどのアウトドア活動。